# Tell Me That It's Over
Tell Me That It's Over è il secondo album in studio del gruppo musicale statunitense Wallows, pubblicato nel 2022.

## Tracce
1. Hard to Believe – 3:40
2. I Don't Want to Talk – 3:43
3. Especially You – 3:01
4. At the End of the Day – 3:53
5. Marvelous – 2:22
6. Permanent Price – 3:06
7. Missing Out – 3:16
8. Hurts Me – 2:58
9. That's What I Get – 3:51
10. Guitar Romantic Search Adventure – 4:03

## Formazione
Wallows
- Dylan Minnette – voce (1–6, 8–10), basso (1, 3, 5, 7), fischio (1, 2), chitarra elettrica (8)
- Braeden Lemasters – chitarra elettrica (1–3, 5–8), voce (2–5, 7–9), chitarra acustica (4, 6, 10), piano (5, 10), basso (7)
- Cole Preston – batteria, piano (1, 10), chitarra elettrica (2, 5–7, 10), voce (2, 3, 7); programmazioni, armonica (2); sintetizzatore (4, 5)

Altri musicisti
- Ariel Rechtshaid – sintetizzatore basso (1, 3, 10), programmazioni (1–4, 7, 9), arrangiamento archi (1, 6, 7, 9), sintetizzatore (1–5, 7–10), basso (2, 4–6, 8–10), percussioni (2, 3, 5–7), armonica (3), Rhodes (5), chitarra elettrica (6–8), piano (6, 7), timpani (6), batteria (8), Wurlitzer (10)
- Greg Leisz – banjo (3)
- Henry Solomon – sassofono (3, 5, 7)
- Roger Manning – sintetizzatore (4, 5), piano (6)
- Matt DiMona – tastiera (5)
- Danny Ferenbach – tromba (5, 6), violino (6)
- Lydia Night – voce (6)
- John DeBold – chitarra elettrica (9)